# جواو دوارتي
جواو دوارتي هو لاعب كرة قدم برتغالي في مركز الدفاع، ولد في 21 مايو 1993 في بورتيماو في البرتغال. لعب مع نادي بورتيمونينسي.

## وصلات خارجية
- جواو دوارتي على موقع قاعدة بيانات كرة القدم.إي يو (الإنجليزية)
- جواو دوارتي على موقع Soccerway.com (الإنجليزية)